# عبدالحمید نقره‌کار
عبدالحمید نقره‌کار (زاده ۱۳۲۲ تهران) پژوهشگر ایرانی معماری و شهرسازی و دانشیار دانشگاه علم و صنعت است. او در ششمین دوره جشنواره بین‌المللی فارابی به‌عنوان «نظریه‌پرداز برجسته» برگزیده شد.
استاد نقره‌کار هم‌چنین به عنوان دبیر جشنواره معماری عمار مشغول فعالیت است.

## زندگی
نقره‌کار باجناق میرحسین موسوی است
و قبل از اینکه باجناق او شود از پیش از انقلاب با وی رفاقت داشت، نقره کار و موسوی و عبدالعلی بازرگان پیش از انقلاب رفاقت نزدیکی داشتند و هر سه در زمان رژیم پهلوی مدتی توسط ساواک زندانی بودند.
همچنین نقره کار با محمود احمدی‌نژاد نیز رفاقت دیرینه داشت و مدت‌ها با هم در یک خانه همسایه بودند. آنها دارای سابقه دوستی و روابط خانوادگی ۴۰ ساله هستند.
وی پس از سال ۱۳۸۸ از موسوی و بعدتر با تغییر مواضع احمدی‌نژاد از او نیز دوری کرد و مشغول به فعالیت پژوهشی در حوزه معماری گردید.
نقره کار و همکاران پیش از انقلاب شرکت معماری سمرقند را تأسیس و مشغول به فعالیت بودند. آخرین مدرک تحصیلی نقره‌کار، بنا به مشخصات درج‌شده بر صفحه وی در دانشگاه علم و صنعت ایران، فوق‌لیسانس معماری از دانشگاه شهید بهشتی (ملی سابق) در سال ۱۳۴۹ است. با این سابقه وی از طرفداران جدی ایده اولویت «تعهد بر تخصص» است. در بحبوحه ناآرامی دانشگاه‌های ایران در جریان اعتراضات ۱۴۰۱ (موسوم به جنبش زن، زندگی، آزادی) هنگامی که جمعی از استادان دانشگاه بیانیه‌ای را در حمایت از دانشجویان امضا کردند، وی در گفتگویی با خبرگزاری فارس نحوه استخدام استادان امضاکننده بیانیه را زیر سوال برد و مدعی شد «این نحوه جذب استادان که فقط استاد کارآمد در علم را جذب کنیم مثل مدل آمریکا و اسرائیل و کشورهای مستکبر است». او با تأکید بر اینکه «نباید در جذب استادان فقط علم و تخصص مورد توجه باشد» خواهان «بازبینی اساسی نسبت به استادان نفوذی در دانشگاه‌های کشور» شد.

## خانواده
همسر عبدالحمید نقره کار که خواهر زهرا رهنورد می‌باشد در تابستان ۱۴۰۰ براثر بیماری کرونا فوت شد. وی دارای دو فرزند است.

## پس از انقلاب
نقره کار زمان ریاست جمهوریمحمدعلی رجایی با وی همکاری می‌کرد و در انفجار در دفتر نخست‌وزیری جمهوری اسلامی ایران نیز مجروح شد
همچنین سابقه حضور در جبهه‌های جنگ را نیز داراست
وی از سیاست دوری کرده و به تدریس معماری در دانشگاه و کارهای پژوهشی و تألیف کتاب مشغول شد.
نقره کار عضو بنیاد نخبگان و برگزیده قلم نقره ای از طرف انجمن مفاخر اسلامی است
وی برگزیده به عنوان نظریه‌پرداز برجسته در ششمین جشنواره بین‌المللی فارابی نیز هست
از وی به عنوان پدر معماری اسلامیایرانی یاد می‌شود
یک قسمت از سری مستند حکایت دل به زندگی او اختصاص داده شده است.

## مسئولیت‌ها
وی عنوان طولانی‌ترین دوره ریاست دانشکده معماری علم و صنعت را دارد و در حدود ۱۴ سال (سه دوره) ریاست دانشکده معماری و شهرسازی دانشگاه علم و صنعت ایران را عهده‌دار بود همچنین مؤسس بسیج اساتید دانشگاه علم و صنعت ایران بود او یک دوره مسئولیت کمیته جنگ دانشگاه را نیز در کارنامه دارد.
برخی دیگر سوابق او می‌توان به موارد زیر اشاره کرد
- ریاست کرسی نظریه‌پردازی معماری و شهرسازی از بدو تأسیس
- رئیس کارگروه معماری و شهرسازی، شورای عالی تحول و ارتقاء علوم انسانی از سال ۱۳۹۱.(حدود سه سال)
- عضو شواری برنامه‌ریزی مرکزی وزارت علوم، تحقیقات و فناوری از سال ۱۳۹۱. (حدود دو سال)
- ریاست مرکز تحقیقات معماری و شهرسازی دانشگاه علم و صنعت ایران (حدود ۲۲ سال تا کنون)
- [۸] همچنین او مدیر مرکز تحقیقات و قطب علمی معماری اسلامی از بدو تأسیس تا به حال است.

## پروژه های معماری
نقره کار طراحی بسیاری از مساجد و اماکن مذهبی ایران را بر عهده داشته که می‌توان به مسجد قبا (تهران) در خیابان شریعتی (قبل از انقلاب)، طراحی منزل سید محمد بهشتی در خیابان شریعتی (قبل از انقلاب) و مسجد الرسول در خیابان رسالت تهران، همچنین طراحی و نظارت عالی بر طرح توسعه حرم شاه عبدالعظیم اشاره کرد.
وی پیش از انقلاب در مجموع بیش ازدویست پروژه ساختمانی در شرکت سمرقند به انجام رساند و پس از انقلاب نیز به فعالیت معماری مشغول بود.